# 罗赫略·马塞洛
罗赫略·马塞洛·加西亚（西班牙語：Rogelio Marcelo García，1965年6月11日—），古巴男子拳击运动员。他曾代表古巴参加1992年夏季奥林匹克运动会拳击比赛，获得男子48公斤级金牌。